# Protoptilum carpenteri
Protoptilum carpenteri är en korallart som beskrevs av Rudolf Albert von Kölliker 1872. Protoptilum carpenteri ingår i släktet Protoptilum och familjen Protoptilidae. Inga underarter finns listade i Catalogue of Life.